# 마이크로소프트 비즈토크 서버
마이크로소프트 비즈토크 서버(Microsoft BizTalk Server, 간단히 '비즈토크')는 기업에 쓰이는 각기 다른 소프트웨어 시스템과 통신하는데 맞추어진 어댑터들을 이용하여 기업이 비즈니스 프로세스를 자동화할 수 있게 하는 마이크로소프트사의 소프트웨어이다.

## 역사
2000을 시작으로 다음의 버전이 출시되었다.
- 2000년 - 비즈토크 서버 2000
- 2002년 - 비즈토크 서버 2002
- 2004년 - 비즈토크 서버 2004
- 2006년 - 비즈토크 서버 2006
- 2007년 - 비즈토크 서버 2006 R2
- 2009년 - 비즈토크 서버 2009
- 2010년 - 비즈토크 서버 2010[7]
- 2013년 - 비즈토크 2013[8]
- 2014년 - 비즈토크 2013 R2[9]